# Sense proves... Una història real
Sense proves... Una història real (títol original: Without Evidence) és un thriller de 1995 coescrit per Gill Dennis i Phil Stanford. La pel·lícula va ser dirigida per Gill Dennis. Ha estat doblada al català.

## Argument
Es basa en la veritable història de Michael Francke, que era el Cap de Correccions de l'estat de Oregon, abans de ser assassinat. Just abans del seu assassinat, Francke visita el seu germà i li informa d'un fàrmac que va incloure els seus companys de presó. Quan Michael és assassinat, el seu germà comença la seva pròpia recerca sobre l'assassinat, la qual cosa el va portar a més mentides i enganys.

## Repartiment
- Scott Plank: Kevin Francke
- Anna Gunn: Liz Godlove
- Andrew Prine: John Nelson
- Angelina Jolie: Jodie Swearingen
- Paul Perri: Sgt Unsoeld
- Kristen Peckinpah: Katie Francke
- Alan Nause: Dale Penn
- Chris Mastrandrea: Anthony
- Danny Bruno: Sergent Fidel
- Ernnie Garrett: Michael Francke
- Eric Hull: David
- Ed Collier: Fiscal
- Geof Prysirr: Parell Francke
- Michael Russo: Konrad Gracia
- Jason Tomlins: Frank Parli
- W. Earl Brown: Grace
- C. Nelson Norris: Hunsaker
- Ellen Wheeler: Bingta Francke